# Rotten Verlag
Der Rotten-Verlag war ein im Jahr 1973 gegründeter Schweizer Buchverlag. Laut Eigendarstellung zufolge wollte er Brauchtum und Kultur im deutschsprachigen Wallis fördern. Der Verlag fungierte rechtlich als Aktiengesellschaft, die von einem vierköpfigen Verwaltungsrat geführt wurde.
Der Name Rotten bezeichnet den Oberlauf der Rhone im Oberwallis. Mit über 400 veröffentlichten Büchern war der Rotten Verlag der größte und wichtigste Buchverlag für das deutschsprachige Wallis.
Am 1. März 2012 wurde die Rotten Verlag AG in die Mengis Druck und Verlag AG integriert. Verlagsleiter Rico Erpen verließ den Verlag und gründete die rottenedition GmbH. Auf deren Website werden Publikationen des ehemaligen Rotten-Verlags vertrieben.

## Verlagsprogramm
Ein Schwerpunkt des Verlages waren Bild-Text-Bände, die sich mit dem Brauchtum und der Kultur des deutschsprachigen Wallis beschäftigen. Des Weiteren gab es Bücher über viele Gemeinden und Bezirke des Kantons. Unter der Nostalgie-Reihe Erinnern Sie sich erschienen nach Regionen getrennt, Bände, die sich mit dem Oberwallis der vergangenen Tage beschäftigten. Auch Wanderkarten und Belletristik waren im Verlagsprogramm zu finden. Der Verlag veröffentlichte jährlich das Walliser Jahrbuch, welches 1932 erstmals erschien. Seit 2022 wird es von der rottenedition GmbH veröffentlicht. Es ist nicht nur eine Sammlung von Artikeln und Chroniken, sondern auch ein Periodikum, das die Geschichte des Kantons dokumentiert.
Unter dem Namen romm – rotten multimedia existierte seit 2001 eine Verlagsgemeinschaft zwischen dem Rotten Verlag und dem Radiosender RRO, unter dem Hörbücher und Multimedia-CDs vertrieben werden. Unter dem Namen ITERAMA publiziert die Verlagsgemeinschaft Rotten Verlag AG, Editions Monographic SA und Drosera SA Schriftwerke und multimediale Produkte über Landschaft und Bevölkerung im Kanton Wallis.